# Université Edge Hill
Pour les articles homonymes, voir Edgehill.
L'université Edge Hill est un établissement d'enseignement supérieur situé à Ormskirk dans le comté du Lancashire en Angleterre.

## Historique
Fondée en 1885, l'université Edge Hill était initialement un collège de formation d'enseignants destiné aux femmes.
L'université tire son nom d'un quartier de Liverpool où le bâtiment d'origine était situé. Le campus actuel a été construit à Ormskirk en 1933.
Elle a acquis son statut d'université en 2006.

## Composantes
L'université Edge Hill est composée de trois facultés :
- Faculté d'éducation ;
- Faculté des arts, technologies et sciences ;
- Faculté de la santé.